# HD 40307 g
HD 40307 g là một quỹ đạo ngoại hành tinh trong vùng có thể sống được của HD 40307. Nó có vị trí khoảng 42 năm ánh sáng đi theo hướng phía nam của chòm sao Hội Giá. Hành tinh được phát hiện bằng phương pháp vận tốc hướng tâm, sử dụng bộ máy HARPS của Đài thiên văn Nam châu Âu  bởi một nhóm các nhà thiên văn học do Mikko Tuomi tại Đại học Hertfordshire và Guillem Anglada-Escude thuộc Đại học Gottech dẫn đầu, Đức.

## Lý thuyết thành phần
Nhà mã hóa Hugh Jones, thuộc Đại học Hertfordshire ở Anh đã phỏng đoán: "Quỹ đạo dài hơn của hành tinh mới có nghĩa là khí hậu và bầu khí quyển của nó có thể phù hợp để hỗ trợ sự sống".
Tuy nhiên, một nhà thiên văn học khác, Rory Barnes thuộc Đại học Washington, đã nghiên cứu quỹ đạo của các hành tinh b, c và d. Đầu tiên, Barnes đã cho rằng b phải chịu quá nhiều sự nóng lên của thủy triều để nó trở thành mặt đất, thay vào đó là dự đoán một "sao Hải Vương nhỏ". Ông ta nghĩ rằng b, c và d đều đã di cư vào bên trong, cũng ngoại suy cho e và f, những thứ xa hơn, nhưng không nhiều. Có thể là HD 40307 g cũng đã di chuyển vào nơi hiện tại. Những người phát hiện ra HD 40307 g đã không cố gắng bác bỏ Barnes, về bản chất của b và phép ngoại suy của nó với các hành tinh khác. Các thành phần của g là bất ổn. Tác giả chính Mikko Tuomi, cũng thuộc Đại học Hertfordshire, tuyên bố "Nếu tôi phải đoán, tôi sẽ nói 50-50... Nhưng sự thật hiện tại là chúng tôi chỉ đơn giản là không biết hành tinh này có phải là một Trái đất rộng lớn hoặc một sao Hải Vương nhỏ, ấm áp mà không có bề mặt rắn. " 

## liên kết ngoài
- "Super-Earth Discovered in Star's Habitable Zone". Exoplanets. ngày 10 tháng 5 năm 2017. Bản gốc lưu trữ ngày 7 tháng 1 năm 2013. Truy cập ngày 3 tháng 8 năm 2019.